# (4917) Yurilvovia
(4917) Yurilvovia est un astéroïde de la ceinture principale.

## Description
(4917) Yurilvovia est un astéroïde de la ceinture principale. Il fut découvert le 28 septembre 1973 à Naoutchnyï par l'Observatoire d'astrophysique de Crimée. Il présente une orbite caractérisée par un demi-grand axe de 2,74 UA, une excentricité de 0,11 et une inclinaison de 3,7° par rapport à l'écliptique.

## Compléments